# Fluorenylmethyloxycarbonylchloride
Fluorenylmethyloxycarbonylchloride of Fmoc-chloride is een organische verbinding met als brutoformule C15H11ClO2. De stof komt voor als witte kristallen. Het is een chloorformiaatester die structureel afgeleid is van fluoreen.

## Synthese
Fluorenylmethyloxycarbonylchloride kan bereid worden door de reactie van 9-fluorenylmethanol met fosgeen:
Het product wordt omgekristalliseerd uit di-ethylether.

## Eigenschappen en toepassingen
Fluorenylmethyloxycarbonylchloride wordt veelvuldig gebruikt in de organische synthese als beschermende groep voor amines (de zogenaamde Fmoc-groep). Dit kan simpelweg door het amine in contact te brengen met het reagens:
Een typische methode om de groep weer te verwijderen, is de behandeling met een oplossing van piperidine in dimethylformamide. De eliminatie van de groep grijpt plaats middels een E1cB-mechanisme, waarbij koolstofdioxide uit het reactiemengsel ontwijkt:
Het gevormde methyleenderivaat van fluoreen kan echter nog verdere reactie ondergaan met piperidine, waarbij een adduct wordt gevormd met een kenmerkende absorbantie. Op die manier is het mogelijk om de ontschermingsreactie spectrometrisch te volgen.
Het reagens wordt voornamelijk ingezet bij de vastefasesynthese van peptiden, omdat de ontscherming met piperidine (een milde organische base) de zuurgevoelige binding tussen het peptide en de vaste fase niet aantast.